# Harvest (TOKIO의 음반)
《Harvest》는 2006년 10월 18일 발매된 TOKIO의 10번째 정규 앨범이다. 2025년, 유일하게 한국에 라이선스 발매된 TOKIO의 음반이다. 한국에서는 통상반만 발매되었다. 발매일은 2006년 12월 21일, 레이블은 유니버설 뮤직 코리아이다.

## 설명
- TOKIO의 10번째 정규 앨범. 또, 전작 《ACT II》 이후로 1년 8개월만의 발매된 정규 앨범.
- 앨범의 TV 광고 나레이션은 TOKIO의 버라이어티 프로그램 《더!철완!DASH!!》에서도 나레이션을 맡고 있는 히라노 요시카즈.
- 《明日を目指して!》, 《Mr. Traveling Man》, 《Get Your Dream》, 《宙船 / do! do! do!》 싱글을 수록하였다.《Mr. Traveling Man》과 《宙船 / do! do! do!》 은 오리콘 위클리 차트 1위를 기록한 싱글이다.
- DVD 싱글로 발매된 《僕の恋愛事情と台所事情》은 CD에 첫 수록하였다.
- 이번 앨범의 특징은 수록곡이 많다는 점. TOKIO의 정규 앨범 가운데 17곡 (통상반 첫회반은 19곡)이나 수록한 음반은 이번 앨범이 처음. 또, 멤버들이 참여한 곡이 많은 것이다. 17곡 가운데, 11곡을 멤버가 작사, 작곡, 편곡에 참여하였다.
- 발매 당시의 최신 CD싱글인 〈宙船 (そらふね)〉도 수록되었지만, 코부쿠로의 베스트 앨범이 롱 세일즈를 기록하고 있어서 2위에 머무른 앨범이다.

## 수록곡

### Disc 1
1. Cadence - 4:31
2. 明日を目指して! - 4:20
3. Get Your Dream - 4:05
4. 宙船 (そらふね) - 4:01
5. undid - 4:48
6. The One to Me - 4:17
7. YOUR ANSWER - 4:39
8. 僕の恋愛事情と台所事情 - 5:17
9. Happy Birthday - 2:34
10. Mr. Traveling Man - 4:08
11. うたにしちゃいました - 4:19
12. グルメファイター! - 4:04
13. No More Bet - 4:12
14. Starving man - 4:04
15. SONIC DRIVE! - 4:12
16. do! do! do! - 4:24
17. イメージ - 5:59

### Disc 2 (통상반-첫회반)
1. Mr Traveling Man (#2) - 4:48
2. 宙船 (そらふね) - 4:10

### Disc 2 (초회한정반)
1. 쟈켓 촬영 다큐멘터리 영상